# EP2DS
Die Electronic Properties of Two-Dimensional Semiconductors, abgekürzt EP2DS, ist eine wissenschaftliche Tagung, die alle zwei Jahre stattfindet.
Es treffen sich dort über hundert Wissenschaftler, um die neuesten Entwicklungen und Forschungsarbeiten im Bereich der Halbleiter- und Festkörperphysik auf dem Spezialgebiet der zweidimensionalen Elektronensystems zu präsentieren.
Die erste Tagung dieser Serie fand 1975 an der Brown University in Providence (USA) statt. Seit 2023 findet die Konferenz stets gemeinsam mit der MSS (International Conference on Modulated Semiconductor Structures) statt.

Veranstaltungsorte:
- EP2DS 1 – Brown University, Providence, Rhode Island, USA (1975)
- EP2DS 2 – Berchtesgaden, Deutschland (1977)
- EP2DS 3 – Lake Yamanaka, Japan (1979)
- EP2DS 4 – New London, USA (1981)
- EP2DS 5 – Oxford, UK (1983)
- EP2DS 6 – Kyoto, Japan (1984)
- EP2DS 7 – Santa Fe, USA (1987)
- EP2DS 8 – Grenoble, Frankreich (1989)
- EP2DS 9 – Nara, Japan (1991)
- EP2DS 10 – Newport, Rhode Island, USA (1993)
- EP2DS 11 – Nottingham (1995)
- EP2DS 12 – Tokyo, Japan (1997)
- EP2DS 13 – Ottawa, Kanada (1999)
- EP2DS 14 – Prag, Tschechien (2001)
- EP2DS 15 – Nara, Japan (2003)
- EP2DS 16 – Albuquerque, New Mexico, USA (2005)
- EP2DS 17 – Genua, Italien (2007)
- EP2DS 18 – Kobe, Japan (2009)
- EP2DS 19 – Tallahassee, Florida, USA (2011)
- EP2DS 20 – Wrocław, Poland (2013)
- EP2DS 21 – Sendai, Japan (2015)
- EP2DS 22 – Penn State, Pennsylvania, USA (2017)
- EP2DS 23 - cancelled (2020)
- EP2DS-24 - Toyama, Japan (2021)
- EP2DS-25 - Grenoble, Frankreich (2023)
- EP2DS-26 - St. Louis, USA (2025)